# 宮崎市立赤江東中学校
宮崎市立赤江東中学校（みやざきしりつ あかえひがしちゅうがっこう）は、宮崎県宮崎市大字田吉にある公立中学校。

## 沿革
- 1989年4月1日 - 赤江中学校から分離し開校。

## 概要
- 生徒数371名
- 学級数12個（通常学級10、特別支援学級2）
- 職員数33名

（2009年4月1日現在）

## 通学区域
赤江東中学校の通学区域には以下の区域が指定されている。
- 赤江小学校通学区域の一部

## 行事
・体育祭
・文化祭
・ABC大作戦
・クラスマッチ

## 生徒会活動・部活動など
- 運動部
  - 剣道部
  - サッカー部
  - 水泳部
  - 男女ソフトテニス部
  - 男子卓球部
  - 女子バスケットボール部
  - 女子バドミントン部
  - 女子バレー部
  - 野球部
- 文化部
  - 音楽部
  - 美術部

## 著名な関係者

### 出身者
- 寺原隼人 (元プロ野球選手投手)
- 中西可奈 (鹿児島放送アナウンサー)

## 交通
- 宮崎交通バス「田吉」停留所より徒歩10分。